# Hermann Pokorny
Hermann Pokorny (7. dubna 1882 Kroměříž – 18. února 1960 Budapešť) byl kryptolog, důstojník rakousko-uherské, maďarské a sovětské armády.

## Život
Jeho otec byl poštmistr v Kroměříži. V roce 1900 začal sloužit v rakousko-uherské armádě, kde byl důstojníkem generálního štábu. Specializoval se na Rusko, naučil se rusky a v roce 1912 strávil několik měsíců v Rusku. V rakousko-uherské armádě vedl jako kryptolog v hodnosti majora šifrovací oddělení, sledující ruskou komunikaci. Prokázal velkou schopnost dešifrovat ruské zašifrované vojenské zprávy. Poznal, že ruští kryptografové zredukovali třicetipěti písmennou ruskou abecedu na 24 písmen, zatímco 11 chybějících písmen zdvojnásobili na některé z dalších 24 písmen. Jeho průlom do ruského vojenského šifrovacího systému umožnil rakousko-uherským a německým silám jednat v předstihu před hrozícími ruskými manévry, a tak podstatně přispěl k vítězstvím Centrálních mocností nad Rusy. Za zásluhy o kryptologii byl Pokorný v roce 1918 dekorován Velkou vojenskou záslužnou medailí s meči. Do konce války měl hodnost podplukovníka. Účastnil se mírových jednání v Brestu.
Po rozpadu Rakouska-Uherska sloužil v maďarské armádě. V červenci až říjnu 1920 byl vyslán na Krym, aby informoval maďarské vedení o situaci Wrangelovy armády. V roce 1925 byl povýšen na plukovníka a v roce 1935 odešel do výslužby v hodnosti generálmajora. V roce 1935 byl penzionován.
V roce 1945 působil na velitelství maršála Malinovského. Poté pracoval na ministerstvu zahraničních věcí Maďarska. Zemřel v Budapešti v roce 1960.
Jeho bratrancem byl polský kryptolog Franciszek Pokorny.